# عزلة السيف (إب)

تعديل مصدري - تعديل

عزلة السيف هي إحدى عزل مديرية ذي السفال في محافظة إب اليمنية ويبلغ تعداد سكانها 4499 نسمة حسب التعداد السكاني في اليمن لعام 2004.